# Paypayrola blanchetiana
Paypayrola blanchetiana är en violväxtart som beskrevs av Louis René Tulasne. Paypayrola blanchetiana ingår i släktet Paypayrola och familjen violväxter. Inga underarter finns listade i Catalogue of Life.